# Citroënhuset
Citroënhuset er en bygning på Sydhavnsgade 16 i Sydhavnen og hovedsæde for Citröen Danmark 1927-1966, hvorefter virksomheden flyttede til Bådehavnsgade.
I april 1927 solgte Lemvigh-Müller en stor betonhal ved Sydhavnsgade/Scandiagade til Citroën. Udstillingshallen foran er opført nogle år efter som administrations- og udstillingsbygning. Udstillingsdelen er opført med kuplet loft og høje glaspartier med buer, et tema, der går igen i flere af de samtidige Citroën-bygninger i Europa. Den store lange bygning bag udstillingsbygningen er opført 2003. 
Fra 2003 og frem januar 2008 drev Citroën Danmark virksomhed i bygningen.